# Paradromulia albigrisea
Paradromulia albigrisea är en fjärilsart som beskrevs av Warren. Paradromulia albigrisea ingår i släktet Paradromulia och familjen mätare. Inga underarter finns listade i Catalogue of Life.